# Diaphanoptera
Diaphanoptera es un género de plantas con flores con seis especies  perteneciente a la familia de las cariofiláceas.

## Taxonomía
El género fue descrito por Karl Heinz Rechinger y publicado en Repertorium Specierum Novarum Regni Vegetabilis 48: 41. 1940. La especie tipo es: Diaphanoptera khorasanica Rech.f.

## Especies aceptadas
A continuación se brinda un listado de las especies del género Diaphanoptera aceptadas hasta octubre de 2013, ordenadas alfabéticamente. Para cada una se indica el nombre binomial seguido del autor, abreviado según las convenciones y usos.
- Diaphanoptera afghanica Podlech
- Diaphanoptera ekbergii Hedge & Wendelbo
- Diaphanoptera khorasanica Rech.f.
- Diaphanoptera lindbergii Hedge & Wendelbo
- Diaphanoptera stenocalycina Rech.f. & Schiman-Czeika
- Diaphanoptera transhyrcana (Preobr.) Rech.f. & Schiman-Czeika